# A Broken Doll
A Broken Doll is een Amerikaanse dramafilm uit 1921 onder regie van Allan Dwan.

## Verhaal
Tommy Dawes werkt voor de boer Bill Nyall. Hij heeft een bijzondere band met diens kreupele dochtertje Rosemary. Wanneer hij op een dag per ongeluk de lievelingspop van Rosemary stukmaakt, haalt hij een gouden muntstuk onder de matras van zijn voorman vandaan. Hij gaat ermee naar de stad om een nieuwe pop te kopen. Onderweg wordt hij overvallen door een ontsnapte gevangene. De sheriff ziet Tommy aan voor de boef en hij rekent hem in.

## Rolverdeling
| Acteur           | Personage          |
| ---------------- | ------------------ |
| Monte Blue       | Tommy Dawes        |
| Mary Thurman     | Harriet Bundy      |
| Mary Jane Irving | Rosemary           |
| Les Bates        | Bill Nyall         |
| Lizette Thorne   | Mevrouw Nyell      |
| Arthur Millett   | Sheriff Hugh Bundy |
| Jack Riley       | Knapp Wyant        |